# Ngoại giao Việt Nam thời Hồng Bàng
Ngoại giao Việt Nam thời Hồng Bàng phản ánh quan hệ đối ngoại của các vua trị vì Việt Nam thời Hồng Bàng với các vương triều Trung Quốc, chư hầu đương thời. Do thời kỳ này có nhiều sự việc mang tính truyền thuyết, hoạt động ngoại giao nếu như có thì chủ yếu được biết đến qua các ghi chép trong thư tịch của Trung Quốc và được chính sử Việt Nam dẫn lại.

## Lần thứ nhất
Theo "Khâm định Việt sử Thông giám cương mục", Tiền biên (前編), quyển 1 thì trong "Cương mục tiền biên" (綱目前編) của Kim Lý Tường (金履祥) có ghi rằng năm Mậu Thân (戊申) Đường Nghiêu (唐堯) năm thứ 5, Việt Thường thị đến chầu dâng rùa. Đối chiếu với "Tư trị thông giám tiền biên" (資治通鑑前編) của Kim Lý Tường, Đào Đường thị Đế Nghiêu (陶唐氏帝堯) không thấy có việc này. "Sử ký" (史記) của Tư Mã Thiên (司馬遷), quyển 1, Ngũ đế bản kỷ đệ nhất (五帝本紀第一) cũng không hề nhắc tới sự kiện nào như vậy.
"Thông chí" (通志) của Trịnh Tiều (鄭樵) có một đoạn nói về việc nước Việt Thường dâng rùa thần (神龜 thần quy) cho Đế Nghiêu, được "Khâm định Việt sử thông giám cương mục", Tiền biên, quyển 1 dẫn lại như sau:
Đời Đào Đường (陶唐), phương Nam có Việt Thường thị qua hai lần sứ dịch sang chầu, dâng con rùa thần; có lẽ nó được đến nghìn năm, mình nó hơn ba thước, trên lưng có văn khoa đẩu ghi việc từ khi trời đất mới mở mang trở về sau. Vua Nghiêu sai chép lấy, gọi là quy lịch (龜歴, lịch rùa).

## Lần thứ hai
"Hậu Hán thư" (後漢書), quyển 86, Nam Man Tây Nam Di liệt truyện đệ thất thập lục (南蠻西南夷列傳第七十六) có đoạn nói rằng Chu Công nhiếp chính năm thứ 6 sứ giả nước Việt Thường ở phía nam Giao Chỉ (交阯) dâng chim trĩ trắng (白雉 bạch trĩ) cho Chu Công. Chuyện này được Việt sử lược (越史略), "Đại Việt sử ký toàn thư" và "Khâm định Việt sử thông giám cương mục" dẫn lại, kể vắn tắt.
"Việt sử lược", quyển thượng (卷上), Quốc sơ duyên cách (國初沿革) thuật gọn trong một câu:
Việt Thường Thị mới đem dâng chim trĩ trắng
"Đại Việt sử ký toàn thư", Ngoại kỷ (外紀), quyển 1, Hồng Bàng thị kỷ, Hùng vương ghi cụ thể hơn:
Nước Việt ta lần đầu sang thăm nhà Chu (không rõ vào đời Hùng Vương thứ mấy), xưng là Việt Thường thị, hiến chim trĩ trắng. Chu Công nói: "Chính lệnh không ban đến thì người quân tử không coi người ta là bề tôi của mình", rồi sai làm xe chỉ nam đưa sứ giả về nước.
"Khâm định Việt sử thông giám cương mục", Tiền biên, quyển 1 ghi cụ thể nhất về sự kiện này::
Phía Nam bộ Giao Chỉ có Việt Thường thị qua ba lần sứ dịch, sang dâng chim trĩ trắng. Chu Công nói: "Đức trạch chưa thấm khắp đến phương xa, người quân tử không nhận đồ lễ ra mắt; chính lệnh chưa ban ra tới, người quân tử không bắt người ta thần phục". Theo lời thông dịch, sứ giả muốn nói: "Ông già  trong nước chúng tôi có nói: "Trời mưa không dầm gió dữ và biển không nổi sóng đã ba năm nay, ý chừng Trung Quốc có thánh nhân chăng?". Vì thế, chúng tôi sang chầu". Chu Công đem dâng lễ vật lên nhà tông miếu (宗廟). Sứ giả không thuộc đường về, Chu Công cho năm cỗ xe biền  đều làm theo lối chỉ nam (指南). Sứ giả đi xe ấy theo ven biển nước Phù Nam (扶南) và nước Lâm Ấp (林邑), vừa một năm mới về đến nước.
"Hậu Hán thư" viết là "Việt Thường dĩ tam tượng trùng dịch nhi hiến bạch trĩ" 越裳以三象重譯而獻白雉, không nói hai bên phải qua ba lần phiên dịch mới hiểu được nhau. "Khâm định Việt sử thông giám cương mục" viết là "Việt Thường thị trùng tam dịch nhi cầu hiến bạch trĩ" 越裳氏重三譯而來獻白雉 làm thay đổi ý văn của Hậu Hán thư. Trong "Hậu Hán thư" không có chi tiết Chu Công cho năm cỗ bình xa đưa sứ giả Việt Thường về nước. Theo "Hậu Hán thư" sau khi triều Chu suy yếu, nước Việt Thường đã dần dần đoạn tuyệt việc qua lại.

## Lần thứ ba
Lần thứ 3 diễn ra thời Đông Chu, chỉ có "Việt sử lược", quyển thượng, Quốc sơ duyên cách ghi chép. Sự việc này diễn ra thế kỷ 5 TCN, vào cuối thời đại Hùng vương (nguyên văn trong Việt sử lược là "Đối vương" 碓王) của nước Văn Lang. Việt vương Câu Tiễn từng cho sứ sang dụ Hùng vương nhưng bị Hùng vương cự tuyệt.
Các sử gia hiện đại coi đây là lần đụng độ đầu tiên giữa Việt Nam với chủ nghĩa bành trướng Đại Hán phương Bắc.

## Sự kiện ngoại giao trong các bộ sử
Như vậy theo ghi chép của sử sách, thời Hồng Bàng có 3 lần Việt Nam và Trung Quốc có hoạt động ngoại giao với nhau. Việt Thường thị ("Việt sử lược", "Đại Việt sử ký toàn thư" và "Khâm định Việt sử thông giám cương mục" cho là nằm ở Việt Nam) sai sứ sang Trung Quốc giao hảo 2 lần và cả hai lần đều kết thúc tốt đẹp. Một lần nước Việt vương Câu Tiễn cho sứ sang dụ nhưng bị cự tuyệt.
- Bộ sử cổ nhất Đại Việt sử lược ghi chép 2 sự kiện sau: việc dâng chim trĩ trắng và không quy phục Câu Tiễn,
- "Khâm định Việt sử thông giám cương mục" chỉ ghi 2 lần giao hảo tốt đẹp đầu tiên;
- "Đại Việt sử ký toàn thư" chỉ ghi duy nhất sự kiện dâng chim trĩ.

Điều đáng chú ý là trước sự việc sang sứ Chu Thành vương, "Đại Việt sử ký toàn thư" đã chép chuyện bé trai hương Phù Đổng (扶董), bộ Vũ Ninh (武寧) giúp vua đánh giặc vào đời Hùng Vương thứ sáu. Truyền thuyết dân gian kể "giặc xâm lược" là giặc Ân (殷), và "Lĩnh Nam chích quái", quyển 1, Đổng thiên vương truyện (董天王傳) cũng ghi quân xâm lược là giặc Ân, còn "Đại Việt sử ký toàn thư" không ghi rõ "giặc" đó là giặc nào. Chu Thành Vương là vị vua thứ hai nhà Chu, trước thời Thành Vương là Chu Vũ Vương cai trị trong thời gian ngắn và trước Vũ Vương chính là triều đại nhà Ân.